# إعلان القرار للمتأثرين به

إعلان القرار للمتأثرين به يُقصد به إبلاغ القرار إلى من لم يشتركوا في خطوات اتخاذه.
ويُستخدم مصطلح «إعلان القرارات للمتأثرين بها» لتمييز تلك الحالات الخاصة التي
يبلغ فيها أصحاب القرار المتأثرين به بعد اتخاذه وذلك لأن متخذي القرار لا يستطيعون،
لأي سبب، اطلاع الجميع على خطوات اتخاذ القرار لحظة بلحظة.

## أنواع مسؤولي “إعلان القرارات”
يمكن تصنيف القائمين بإعلان القرارات إلى ثلاث فئات: مؤيدي الإعلان الوافي والمختصر والمقتضب.
وعند إعلان أي قرارات يتناول متبعو أسلوب الإعلان الوافي:
1. طريقة اتخاذ القرار
2. سبب اتخاذ القرار
3. البدائل التي تم النظر فيها
4. أوجه ملاءمة القرار لمهمة المؤسسة
5. تأثير القرار على المؤسسة
6. تأثير القرار على العاملين بالمؤسسة.

أما متبعو أسلوب الإعلان المختصر فيناقشون بعض هذه الجوانب المشار إليها بينما لا يناقش متبعو أسلوب الإعلان المقتضب إلا القليل منها.
ويتميز أنصار الإعلان الوافي بعقلية مختلفة عن أقرانهم الأقل
كفاءة؛ إذ يرون أنفسهم معلمين أكثر منهم دعاة للتأييد، ويدركون
أن التعليم لا يمكن أن يحدث لمرة واحدة وينتهي. كما يعلمون أن العاملين يختلفون في معدل تعلمهم والأساليب
التي يتعلمون بها والمصادر التي يرجعون إليها

## المواقف التي تتطلب إعلان القرار بعد اتخاذه
- دخل فريق من مديري إحدى الشركات في مفاوضات للاندماج مع شركة أخرى. وحسب اتفاق الشركتين، لا يستطيع المديرون مناقشة الاندماج المحتمل، حتى مع موظفي شركتهم. ولهذا فإن تقديم عرض الاندماج إلى حملة الأسهم وبقية الأطراف المعنية يُعد حالة من حالات إعلان القرار بعد اتخاذه.
- كان اتحاد العمال والإدارة غارقين في مفاوضات صعبة عن تعديلات في التعويضات وقواعد العمل والمزايا التي يحصل عليها العمال. وبموجب القواعد المتفق عليها، لا تُناقش العروض والعروض المقابلة لها مع العمال. وبعد شهور من الأخذ والرد، اتفقوا على صيغة العقد وأرادوا طرحه للتصويت عليه. ويُعد الإعلان عن الاتفاق حالة من حالات إعلان القرار بعد اتخاذه.
- تم تشكيل فريق عمل من المديرين بهدف الوصول إلى أسلوب مبتكر لتقليل نفقات الرعاية الصحية. وبعد أشهر من المناقشات مع أكثر من شركة للتأمين الصحي، استقر الفريق على أسلوب يقلل مصروفات الرعاية الصحية للشركة ويحافظ على مستوى جودة الخدمة، ولكنه يتطلب زيادة اشتراكات العاملين زيادة بسيطة. ويُعد الإعلان عن النظام الجديد حالة من حالات إعلان القرار بعد اتخاذه.

وفي كل موقف من هذه المواقف، لم يُشرك متخذو القرار، سواء باختيارهم أو نتيجة وجود اتفاق ينص على ذلك،
الآخرين في خطوات اتخاذ القرار. فالمناقشات التي تقود إلى اتخاذ القرار غالبًا ما تكون متعمقة وتفصيلية
بل ومثيرة للخلاف. وكثيرًا ما تكون القرارات معقدة، وصعبة في فهمها، 
بل ومثيرة للجدل أحيانًا. وباختصار فإن طبيعة إجراءات اتخاذ القرار وسمات
نفسه تجعل من التواصل بشأن القرار بعد اتخاذه محاولة شديدة
الصعوبة. وكثيرًا جدًا ما تخطر فكرة التواصل بشأن القرار بعد اتخاذه على بال متخذي القرار لاحقًا
نتيجة الإجهاد النفسي الناتج عن إجراءات اتخاذ القرار ذاتها. ولهذا فإن أصحاب القرار
كثيرًا ما يتعثرون في إجراءات إعلان القرار بعد اتخاذه. ولهذا فلا عجب أن يجد الباحثون أن 50% فقط من القرارات التي تُتخذ تُنفذ ويستمر العمل بها

## أصل الكلمة
وضع هذا المصطلح فيليب جي كلامبيت (Phillip G. Clampitt) وإم لي ويليامز (M. Lee Williams) في مقال لهما منشور في مجلة MIT Sloan Management Review, Winter 2007., Winter 2007.

## أسباب حدوث مشكلات في إعلان القرارات
تشمل أسباب حدوث مشكلات في إعلان القرارات:
1. عدم توضيح المسؤوليات يغفل بعض متخذي القرار أحيانًا توضيح من المسؤول عن إعلان القرار.
2. الرغبة في إبلاغ القرار بسرعة أحيانًا يقصر متخذو القرار الإعلان عنه على أبرز المعلومات فقط مدفوعين في ذلك بالرغبة في إبلاغ الجميع بالقرار بسرعة. ويميلون في هذه الحالات إلى التركيز على نتائج خطوات اتخاذ القرار وليس على الوقائع المتعلقة بها والبدائل التي بُحثت أثناء ذلك، وأسلوب اتخاذ القرار، وعدم اليقين الذي قد يشوب النتائج.[5]
3. الرغبة في حماية العاملين. أحيانًا يرغب أصحاب القرار في تجنيب العاملين الدخول في التفاصيل الدقيقة لإجراءات اتخاذ القرار.

## النتائج المترتبة على كل أسلوب من أساليب إعلان القرار
يذكر الباحثون أن:
- العاملين الذين أبلغوا بالقرارات على نحو وافٍ يزيد احتمال دعمهم له بمقدار الضعف مقارنة بهؤلاء الذين أجبروا على التعامل مع قرار لم يُبلغوا إلا بقدر محدود من المعلومات عنه.
- ويؤدي الإعلان الوافي بالقرارات إلى مستويات من الرضا الوظيفي والالتزام تجاه المنظمة والانتماء لها تفوق ما يترتب على أنماط الإعلان بالقرارات الأخرى.
- كما ينمي الإعلان الوافي بالقرارات إحساس العاملين بأن مؤسستهم تتمتع بإدارة جيدة وتسير في الطريق السليم.

## الانتقادات
نظرًا لأن هذا المفهوم حديث نسبيًا فلم يُكرره الباحثون بعد بهدف التأكد من صحة نتائجه.